# 70 Cancri
70 Cancri, som är stjärnans Flamsteed-beteckning, är en ensam stjärna, belägen i den norra delen av stjärnbilden Kräftan. Den har en skenbar magnitud av ca 6,67 och kräver åtminstone en handkikare för att kunna observeras. Baserat på parallax enligt Gaia Data Release 2 på ca 5,6 mas, beräknas den befinna sig på ett avstånd på ca 580 ljusår (ca 178 parsek) från solen. Den rör sig närmare solen med en heliocentrisk radialhastighet på ca -21 km/s och förväntas komma inom 44 ljusår från solen om ca 9 miljoner år.

## Egenskaper
70 Cancri är en vit till blå stjärna i huvudserien av spektralklass A1 V. Den har en radie som är ca 2,7 solradier och utsänder från dess fotosfär ca 76 gånger mera energi än solen vid en effektiv temperatur av ca 8 900 K.